# Calodexia similis
Calodexia similis är en tvåvingeart som först beskrevs av Townsend 1915.  Calodexia similis ingår i släktet Calodexia och familjen parasitflugor. Inga underarter finns listade.